# 쿠란

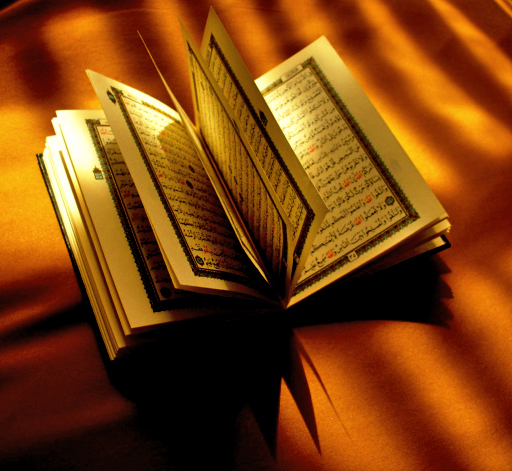
쿠란

쿠란(아랍어: القرآن 꾸르안[*]) 또는 꾸란, 코란은  무함마드가 610년 이후 23년간 알라로부터 받은 메시지를 구전으로 전하다가, 그의 가르침을 받은 제자들이 여러 장소에서 여러 시대를 걸쳐 기록한 기록물들을 모아서 집대성한 책으로, 이 메시지는 무함마드가 40세 무렵 현재 사우디아라비아에 있는 히라산의 암혈에서 천사 지브릴을 통해 처음 받았다고 전해진다.
쿠란은 카라아(قَرَأَ, 읽다)라는 동사에서 파생된 명사로 '읽기’라는 뜻을 지닌다. 쿠란은 계시되어 가르쳐지면, 제자들이 그것을 낙타의 골편이나 야자의 엽피, 양피지 등에 기록하였으며, (무함마드가 죽자마자) 이후 제1대 칼리프 아부 바크르 시절에 쿠란을 한 권으로 집대성해 보관하였고, 제3대 칼리프 우스만 이븐 아판은 쿠란 결집위원회를 조직하여 최종적으로 집대성 작업을 완성했다. 이 과정에서 쿠라이시 부족의 언어로 그 기재 방법을 통일하였으며, 정통본을 암송자인 하피즈와 함께 이슬람 각지로 파견하여 전파하도록 했으며, 이것이 현재 사용되고 있는 쿠란의 정본(定本)이다. 또한 이것을 달리 '이맘본' 또는 '우스만본'이라 부르기도 한다.
오늘날 쓰이는 쿠란은 이 정본을 원본으로 삼고 있다. 9세기 말부터 모음 기호인 타슈킬(تشكيل)이 붙어 표기되기 시작했으며 운율에 따른 읽는 법과 문법에 따라 다를 수 있으나, 그 내용은 같다. 

## 역사
초기 무함마드의 많은 제자들은 쿠란의 각기 다른 판본을 가지고 있었고, 따라서 이러한 판본들을 표준화하여야 할 필요성이 대두되었다. 무함마드의 제자 중 하나였던 우스만은 칼리프가 된 후 쿠란의 표준을 선언하는데, 이 시기는 644년에서 650년경 사이로 추정될 뿐 정확하지 않다. 우스만 외의 제자들의 기록이 선지자 무함마드의 발언을 좀 더 충실하게 반영하였다고 하더라도, 이를 지지하는 것은 우스만본이 아닌 쿠란도 유효하다는 인식을 심어줄 우려가 있었다. 따라서 쿠란의 표준화는 무함마드의 발언을 충실하게 반영하는 방향과는 거리가 있을 수밖에 없었다. 이 중 사나 문서(مخطوطات صنعاء)가 중요하게 다뤄지는 이유는 사나 문서의 주석이 우스만본이 다루지 않는 내용의 주석들을 포함하고 있기 때문이다. 이는 사나 문서의 주석을 작성함에 있어 다른 필사본이 있었음을 암시한다. 이는 무함마드의 언행을 기록했던 제자 중 하나인 이븐 마수드나 우바이 이븐 카브(أُبَيّ ٱبْن كَعْب)의 필사록의 내용과도 차이가 있다. 이들의 기록은 인용을 통해서만 등장하고 원문으로는 전해지지 않는다.
이슬람의 전통적인 역사관의 기준에서 쿠란은 유대교와 기독교 경전의 전통을 계승하는 제 3의 경전이다. 이러한 역사관은 이슬람이 서아시아 지역에서 기독교와 유대교와 함께 대중 종교의 지위를 가지는 데 도움을 주었다. 동시에 쿠란이 유대교와 기독교 경전의 계시를 계승한 것에 불과하다면 이슬람 고유의 정체성과 가치가 희석될 수도 있다는 시각이 쿠란을 신성화 하고자 하는 움직임으로 이어졌다. 쿠란의 권위를 확보하기 위해 무함마드가 문맹이었다는 가설을 내세운 것 또한 이러한 시각에서 나온 것이기도 하다. 쿠란이 신의 작품이었다는 권위를 내세우기 위해서 쿠란의 저술 과정에서 무함마드의 역할을 배제하고 오로지 인간적인 면모로서만 강조한다. 쿠란의 기적(إعجاز القرآن)과 문맹 예언자 이론의 정립은 이런 역사적 맥락에서 설명된다.
8세기 초에는 신의 속성을 설명하는 내용과 관련한 철학적 논의가 이슬람에서 진행되었다. 신에 관하여 서술할 때 사용되는 영원한 신의 속성이라는 것이 실재하는지에 관한 논쟁은 나아가 쿠란의 본성에 대한 논쟁으로도 연결되었다. 쿠란이 신의 말씀으로써 창조된 것인지, 아니면 창조 이전에도 존재했는지에 관한 물음으로 쿠란의 속성에 대한 논의로 진행된 것이다. 이러한 논의는 635년 무슬림들이 시리아를 정복한 뒤 기독교와 접촉하고 이후 기독교인들과 접촉하면서 이슬람 신학은 기독교 삼위일체의 영향을 받은 데서 기인한다. 예컨데 이슬람에서 일컬어지는 신의 속성인 사물(معاني)과 특성(صفت)은 삼위일체에서 말하는 성자와 성령을 아랍어로 번역한 것이다. 쿠란에서 일컬어지는 신의 여러 특성들이 실재하는지에 대한 논의와는 별개로 '쿠란이 무함마드의 계시 이전에도 존재했는가'에 관한 논의는 무함마드의 계시 이전에도 쿠란이 천상에서 존재하고 있었으며 글로 보존되어 전해지고 있는 것이라는 견해로 자리잡게 된다. 현대의 유대교는 토라가 선재하며 후에 창조된 것이라는 견해를 취하지만 전통적으로 토라가 계시 이전에도 존재했다는 당시의 유대교 신앙으로부터 영향을 받은 것이다. 한편 쿠란이 창조되었다고 보는 견해 또한 무함마드가 생존했던 시기에 이단으로는 간주되지 않았다.

## 구성
일부 장에서는 사즈아로서 일종의 각운을 단 산문체로 되었고, 낭송할 때 리듬감을 느낀다. 6342개의 아야(절)와 114의 수라(장)로 되어 있으며 각 수라는 암소·이므란일가·여자등과 같은 제목으로 분류된다. 쿠란에서 사용되는 단어는 점 하나까지도 리듬과 운율로 연결되어 있다.
쿠란의 해석은 타프시르(Tafsir)로 불리며 어근은 아랍어 fassara(설명하다)이다. 쿠란 구절을 해석할 때 가장 먼저 사용되는 것은 먼저 쿠란 그 자체의 다른 구절이며, 두 번째로는 하디스(무함마드의 언행록)이며, 그 다음에는 싸하바(무함마들를 만났던 무슬림들)와 타비인(싸하바를 만난 무슬림)의 말이다. 공일주 교수의 <쿠란해석>을 참조하면 쿠란해석의 기원과 발달과 현대적 트렌드를 알 수 있다.
하루 5번 예배 시 무슬림은 정확한 발음으로 쿠란을 암송하여야 하며 쿠란 전체를 암기하는 자를 하피즈(Hafiz)라고 한다. 각종 의식에서는 정규 독송자가 소리 높이 독송한다. 10여 개의 유파가 각기 다른 정지나 성조로 독송했으며 10세기경 이후는 7파로 통일되어 부르고 있다. 모든 예배 시에 알 파티하는 반드시 독송하며, 하루 다섯 차례 기도를 올리는 동안 최소한 17회 이상 개경장을 암송하게 된다.
쿠란은 고전 아랍어로 쓰여져있으며 아랍어 자체로써 쿠란을 해석할 때 그 의미에 비교적 정확히 접근할 수 있다고 본다. 원뜻을 훼손하고 왜곡할 수 있다는 우려로 인하여,  타 언어로 번역된 쿠란을 인정하지 않았으나 지금은 이슬람을 전파할 목적으로 여러 언어로 의미번역되어 있다. 
십자군 전쟁 이후 유럽 기독교인들이 이슬람에 관심을 가져 12세기에 쿠란이 라틴어로 번역되었고, 이것이 다시 독일어·이탈리아어·네덜란드어 등으로 중역되었다. 한국어로는 1980년 김용선 교수가 펴낸 《한역주해 코란 역편》이 있으며, 사우디아라비아의 지원을 받아 최영길 교수에 의해 이루어진 《성 쿠란 의미의 한국어 번역》이  나와 있다.

## 쿠란의 장 (수라) 및 내용
여기서의 수라(아랍어: سورة)는 "쿠란의 장"에 대한 아랍어 표기이다. 이는 보통 메디나 수라와 메카 수라로 구분되나 그 구분은 확실하지 않다. 모든 수라는 아야트, 즉 절로 나뉜다.
114개의 수라는 다음과 같다. 이때 "알"은 정관사이고, 그에 따라, 예를 들면 "알 진"은 "정령 장"이라는 뜻을 가진다.
1. 알 파티하, 또는 개경장
2. 알 바카라
3. 알 이므란
4. 안 니사
5. 알 마이다
6. 알 아남
7. 알 아라프
8. 알 안파르
9. 앗 타우바
10. 유누스
11. 후드
12. 요셉
13. 알 라드
14. 아브라함
15. 알 히즈르
16. 안 나흐르
17. 알 이스라
18. 알 까흐프
19. 마리아
20. 따하
21. 알 안비야
22. 알 하즈
23. 알 무미눔
24. 안 누르
25. 알 푸르깐
26. 아쉬 슈아라
27. 안 나믈
28. 알 까싸스
29. 알 안카부트
30. 알 룸
31. 루끄만
32. 아스 싸즈다
33. 알 아흐잡
34. 싸바아
35. 파티르
36. 야 씬
37. 아스 사파트
38. 사드
39. 아즈 주마르
40. 가피르
41. 푸실라트
42. 아쉬 슈 라
43. 아즈 주크루프
44. 아드 두칸
45. 알 자씨야
46. 알 아흐까프
47. 무함마드
48. 알 파트흐
49. 알 후즈라트
50. 까프
51. 아즈 자리야트
52. 앗 뚜르
53. 안 나즘
54. 알 까마르
55. 알 라흐만
56. 알 와끼야
57. 알 하디드
58. 알 무자달라
59. 알 하쉬르
60. 알 뭄타하나
61. 아스 사프
62. 알 주므아
63. 알 무나피쿤
64. 앗 타가분
65. 앗 딸라크
66. 앗 타흐림
67. 알 물크
68. 알 깔람
69. 알 하까
70. 알 마아리즈
71. 노아
72. 알 진
73. 알 무잠밀
74. 알 무다씨르
75. 알 끼야마
76. 알 인싼
77. 알 무르쌀라트
78. 안 나바아
79. 안 나지아트
80. 아바싸
81. 앗 타크위르
82. 알 인피따르
83. 알 무따피핀
84. 알 인쉬까끄
85. 알 부루즈
86. 알 따리끄
87. 알 알라
88. 알 가쉬야
89. 알 파즈르
90. 알 발라드
91. 아쉬 샴쓰
92. 알 라일
93. 알 두하
94. 알 인샤르흐
95. 앗 틴
96. 알 알라끄
97. 알 까드르
98. 알 바이아나
99. 알 질잘
100. 알 아디야트
101. 알 까리아
102. 앗 타카쑤르
103. 알 아스르
104. 알 후마자
105. 알 필
106. 꾸라이쉬
107. 알 마운
108. 알 카우싸르
109. 알 카피룬
110. 안 나수르
111. 알 마싸드
112. 알 이클라쓰
113. 알 팔라끄
114. 안 나쓰

## 같이 보기
- 이슬람
- 무함마드
- 지하드
- 슈라